# 묘비

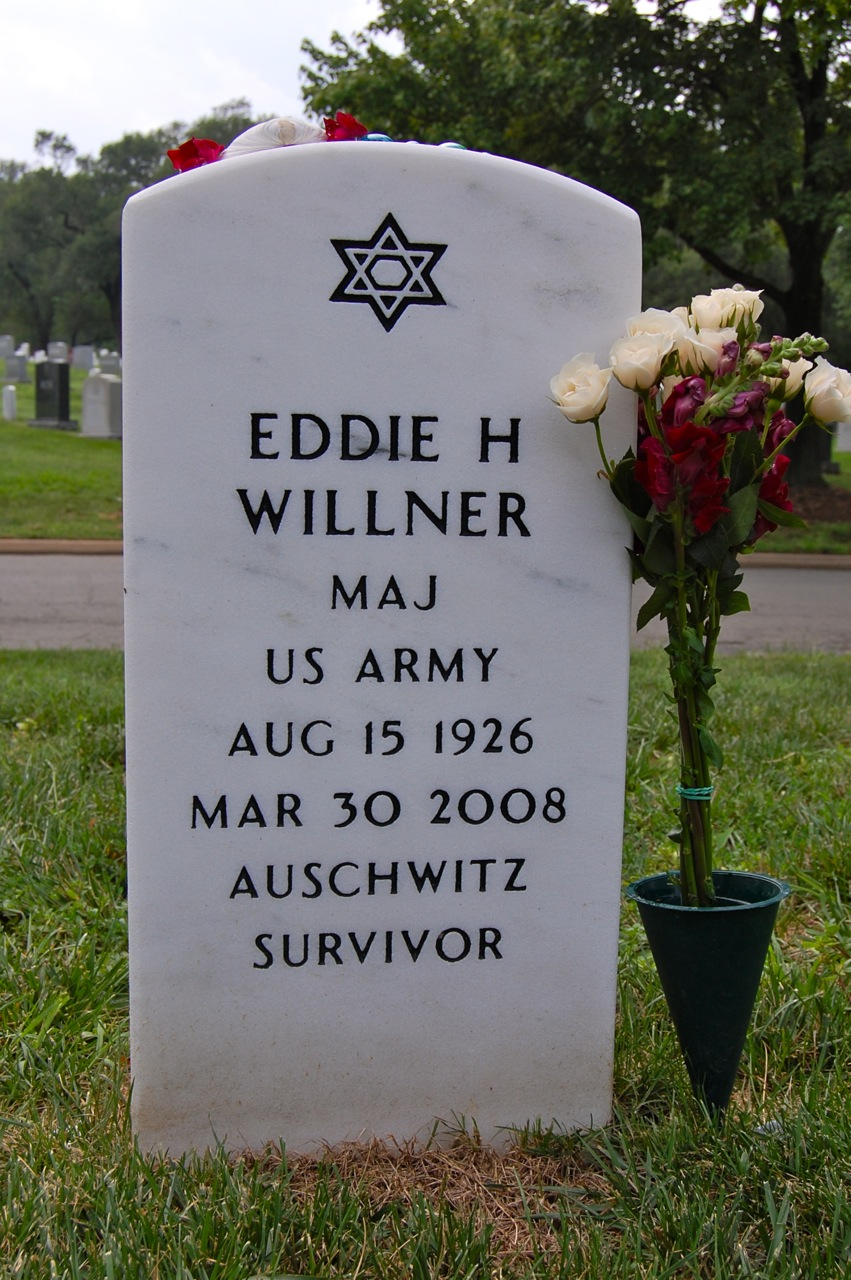
묘비

묘비(廟碑), 비석(碑石, 문화어: 비돌)은 무덤 앞에 세워진 돌로 된 비문이다. 비석의 받침돌을 가리키는 빗돌받침 또는 비대(碑臺)가 있는 경우가 있다. 한국인 뿐만 아니라 크리스챤, 유대인, 무슬림의 무덤에서도 쉽게 찾아볼 수 있다. 주로 고인의 이름, 생년월일과 사망일 등이 기록되어 있으나, 기도문이나 메시지들이 조각되어 있는 경우도 많다. 유럽에서는 고인의 사진을 묘비에 기록하는 경우도 많다.

## 같이 보기
- 묘비명
- 묘갈
- 신도비
- 석비